# Pachyschelus aeneicollis
Pachyschelus aeneicollis es una especie de escarabajo joya del género Pachyschelus, familia Buprestidae. Fue descrita científicamente por Kirsch en 1873.